# لیو لیمین
لیو لیمین (به انگلیسی: Liu Limin) (زادهٔ ۲۷ مارس ۱۹۷۶) شناگر اهل چین است.